# Оуен-Стенлі (хребет)
Оуен-Стенлі (англ. Owen Stanley Range) — гірський хребет, розташований в південно-східній частині острова Нова Гвінея, на території сучасної держави Папуа Нова Гвінея і є частиною центрального нагір'я острова. Адміністративно знаходиться на території Центральної та Північної провінції країни.

## Географія

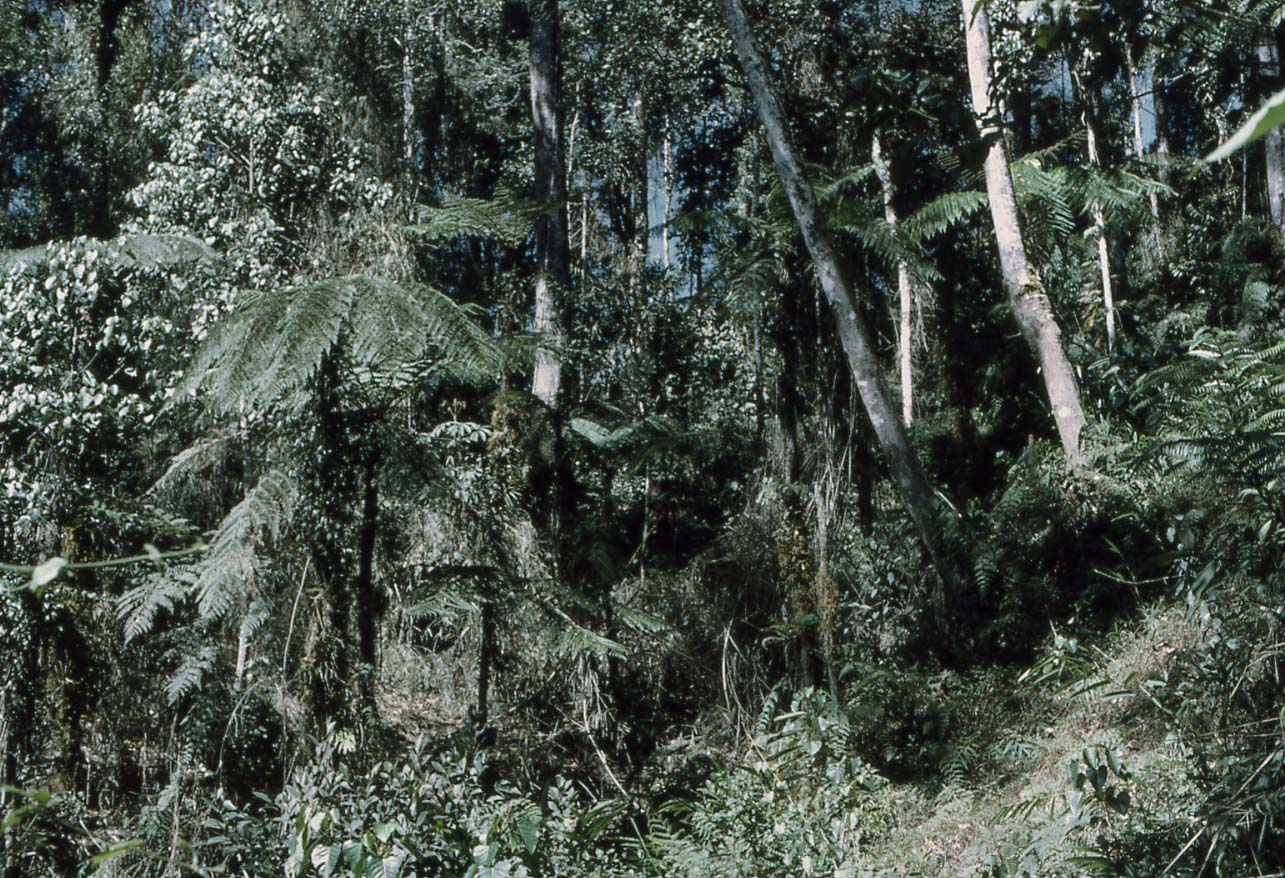
Густі ліси на гірських відрогах хребта Оуен-Стенлі

Хребет бере початок біля прибережної рівнини, стрімко підіймається до висоти 2750 м і потім тягнеться приблизно на 300 км. Ширина хребта варіюється від 40 до 115 км. Найвища точка — гора Вікторія, висота якої становить 4038 м. Вона розташована в східній частині хребта Оуена-Стенлі та вперше була підкорена сером Вільямом Мак-Грегором у 1889 році. Інша висока гора в складі хребта — Альберт-Едвард (3990 м).
Клімат в цьому регіоні вологий тропічний, що характерно для цієї частини Меланезії. З точки зору геології, хребет Оуен-Стенлі складається переважно з метаморфічної та інтрузівної магматичної породи мезозойського пісковика, що піддався метаморфозу — грауваки, алевроліту та морського вулканічного матеріалу, поверх якого розташований міоценовий інтрузив, пліоценові відкладення, а також четвертинна лава та пірокластичні відкладення. Гірська місцевість хребта є важкопрохідною, особливо її південно-західна частина, в якій є лише кілька гірських проходів. Найбільш відомим з них є стежка Кокода, що з'єднує міста Порт-Морсбі та Буна та використовувалася протягом понад 50 років як поштова дорога.

## Фауна та флора
Місцева флора та фауна відрізняється великою різноманітністю, в тому числі зустрічається кілька ендемічних видів.

## Історія
Хребет був відкритий 1849 року капітаном Оуеном Стенлі під час дослідження ним південного узбережжя австралійської території Папуа. Згодом названий на його честь. 1942 року японська армія спробувала захопити місто Порт-Морсбі, розпочавши наступ на місто з південно-східного краю Нової Гвінеї, проте, проходячи через хребет Оуен-Стенлі по стежці Кокода, вона зіткнулася з австралійськими й американськими військовими, які завдали японській армії тяжку поразку.